# Shazam! Hněv bohů
Shazam! Hněv bohů (v anglickém originále Shazam! Fury of the Gods) je americký akční film z roku 2023 režiséra Davida F. Sandberga, natočený na motivy komiksů z vydavatelství DC Comics o stejnojmenné postavě. V titulní roli se představil Zachary Levi, v dalších rolích se objevili Asher Angel, Jack Dylan Grazer, Djimon Hounsou, Rachel Zegler, Helen Mirren a Lucy Liu. Jedná o sequel filmu Shazam! a zároveň dvanáctý snímek série DC Extended Universe.
Natáčení bylo zahájeno v květnu 2021 v Atlantě, do amerických kin byl film uveden 17. března 2023.